# Sébastien Caldelari
Sébastien Caldelari né vers 1773 dans la région de Lugano et mort le 11 décembre 1819 à Paris est un sculpteur néoclassique français d'origine italienne.

## Biographie
Sébastien Caldelari est un sculpteur d'origine italienne, peut-être élève d'Antonio Canova, sans doute naturalisé français,.
Originaire de Lugano, il étudie à Turin où il se lie d'amitié avec le sculpteur Jean-Ange Cogiola. Il arrive à Paris âgé de 22 ans, en 1798, date à laquelle il s'inscrit dans l'atelier du sculpteur Louis-Simon Boizot. Il est rejoint à Paris par son frère Charles-André Caldelari.
Il sculpte en 1800 un buste du botaniste suisse Albrecht von Haller (Paris, faculté de médecine), et réalise entre 1805 et 1810 huit cariatides de pierre d'après un plâtre conservé dans la collection des Choiseul-Gouffier, à Chaillot. Il vit à Paris, rue de la Harpe, avant de s'installer place de la Sorbonne. 
Il expose au Salon de 1810 à 1819. Lors de son premier Salon, il expose uniquement des portraits (Napoléon Ier en protecteur de la confédération du Rhin, et les bustes de son maître Louis-Simon Boizot, et du général Beclerc). Il présente au Salon de 1812 le plâtre d'un Narcisse dont la version en marbre (Paris, musée du Louvre, en dépôt à Riom au musée Mandet) est exposée au Salon de 1814, en même temps qu'une représentation d'une Dame visitant les cendres de son époux. En 1816, il reçoit commande de l'un des bas-reliefs de marbre du soubassement de la fontaine de l'éléphant sur la place de la Bastille, finalement jamais exécutée mais dont il expose le projet en plâtre (une Étude de l'Architecture) au Salon de 1817, où il obtint une médaille. La même année, il expose un groupe représentant Androclès ou Le lion reconnaissant. En 1818, il sculpte certaines têtes et des mascarons destinés au terre-plein du Pont-Neuf. Il expose au Salon de 1819 un buste en plâtre du comte d'Artois, et une statue en plâtre du général Moreau commandée pour orner l'hôtel de Ville de Rennes, projet laissé inachevé après la mort du sculpteur. 

## Famille
En couple avec Anne Candide Beauvais, ils ont une fille avant mariage, Marie Candide Natalie Caldelari, née à Paris le 14 décembre 1818. Les parents se marient l'année suivante, le 23 mars 1819. Caldelari meurt le 11 décembre de cette même année, âgé de 46 ans,. Quant à leur fille, celle-ci meurt le 16 décembre 1846 à 28 ans, célibataire.
Sébastien Caldelari repose au cimetière de Vaugirard.

## Œuvres
- Paris, faculté de médecine : Albrecht von Haller, 1800, buste en marbre.
- Riom, musée Mandet : Narcisse, 1814, marbre, dépôt du musée du Louvre.